# Avrainville (Vosges)
Avrainville település Franciaországban, Vosges megyében. Lakosainak száma 115 fő (2022. január 1.). Avrainville Savigny, Socourt, Xaronval, Florémont és Hergugney községekkel határos.

## Népesség
A település népességének változása:
| Lakosok száma | 107  | 106  | 109  | 111  | 115  | 114  | 124  | 120  | 115  |
|               | 2013 | 2015 | 2016 | 2017 | 2018 | 2019 | 2020 | 2021 | 2022 |